# Oaxacana ebracteata
Oaxacana ebracteata är en flockblommig växtart som beskrevs av Joseph Nelson Rose. Oaxacana ebracteata ingår i släktet Oaxacana och familjen flockblommiga växter. Inga underarter finns listade i Catalogue of Life.